# Blumari

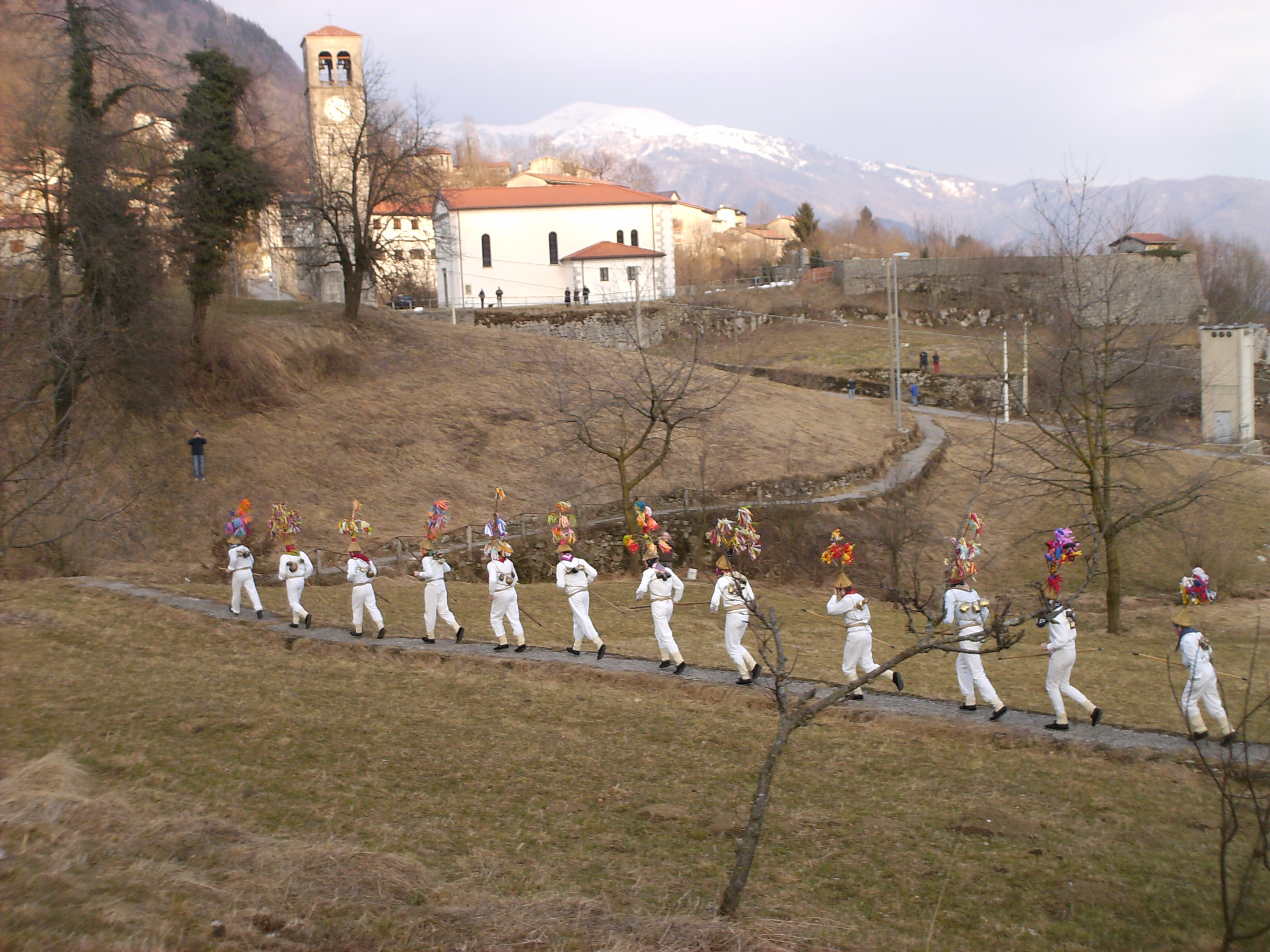
blumari

I blumari sono le maschere protagoniste del carnevale di Montefosca, che fra i carnevali ancora presenti nel comune di Pulfero è forse quello apparentemente più semplice, ma non per questo meno interessante.
Ultima traccia rimasta di un carnevale assai più complesso e completo, il rituale dei blumari si ripete come ogni anno a Montefosca, la più remota ed isolata frazione montana del comune di Pulfero nell'alta val Natisone in Friuli-Venezia Giulia.

## Il costume e il rituale
Giovani, rigidamente maschi e non sposati, in numero variante ma sempre dispari, si preparano per la loro corsa vestendo gli abiti bianchi, calzettoni di lana bianca, scarpette di velluto nere (zeki), tre campanacci da legare sulla schiena con un intricato nodo di corde e gli alti cappelli che caratterizzano l'aspetto dei blumari. Si tratta di un cappello di paglia dalla cui calotta si innalza una specie di lungo stelo da cui altri steli si dipartono a cascata: il tutto viene ornato con strisce di carta variopinte e rassomiglia ad un albero fiorito. Non per niente il nome blumari sembra derivi da "Blume", fiore in lingua tedesca.
Percorreranno nel pomeriggio fino al tramonto del sole un itinerario prefissato, da sempre lo stesso, che attraversa e racchiude le due frazioni vicine di Paceida e Montefosca un numero di volte tante quante sono le maschere dei blumari. Si usa dire che sette sarebbe il numero giusto, non si sono comunque a memoria d'uomo mai contate meno di tre e più di undici.

## L'iniziazione
Le rigide regole che caratterizzano l'azione dei blumari ed il soccorso che abbiamo potuto trovare nella ricca tradizione orale locale, ci permettono di individuare in questa traccia carnevalesca lo svolgersi di un vero e proprio rito di iniziazione, ancor prima e ancor più che di propiziazione, come vorrebbe o dovrebbe essere quello di carnevale.
- Gli officianti: giovani maschi, non sposati (gli “iniziandi”);
- La prova: i chilometri di corsa continua che normalmente si svolge sulla neve e sul ghiaccio sono assai faticosi, soprattutto quando fino a qualche tempo fa, venivano posti sul percorso ostacoli più o meno improvvisi da superare;
- Il superamento della prova: mantenere candida la veste, non essere pertanto mai caduto, ed essere giunto al termine della corsa, è segno d'aver superato la prova.

Risvegliare la terra dopo il lungo sonno invernale, questo è quello che succede ogni anno a Montefosca. I blumari sono i giovani che devono risvegliare la terra con la propria corsa e con il suono delle campane, ma questa corsa rappresenta anche un rito di iniziazione e un passaggio di testimone da una generazione all'altra.
Questo dei blumari fino a qualche tempo fa era solo un episodio del carnevale di Montefosca che infatti prevedeva anche il contemporaneo agire di una compagnia mascherata che nei giorni precedenti e anche contemporaneamente all'azione dei blumari, sfilava ed interagiva col paese dove poi, a fine carnevale, si sarebbe fatta una festa con banchetti, musica e balli.
Il calo demografico, anche qui come in larga parte del circostante territorio, non ha più permesso di tenere in vita il complesso delle antiche azioni che costituivano il tradizionale carnevale. Solo una traccia è rimasta ed è rappresentata dai blumari. Forse una delle tracce più arcaiche, a sincero testimonio di uno spaccato storico ricco ed interessante e ancora per certi versi perfettamente leggibile dietro il suono di un campanaccio, il significato di una parola, i colori di una maschera.